# Русско-казанская война (1505—1507)
Русско-казанская война 1505—1507 годов — война между Русским государством и Казанским ханством, а также его союзниками. Основной причиной войны было стремление Казанского хана Мухаммед-Амина, московского ставленника, к полной самостоятельности от Москвы. Война закончилась безрезультатно: Мухаммед-Амин и Василий III подписали статус кво. Но она ознаменовала поворот во взаимоотношениях Русского государства с государствами, возникшими при распаде Большой Орды — Казанским и Крымским ханством, которые с этого момента становятся всё более враждебными.

## Политическая ситуация
В Русском государстве во время войны произошла смена великого князя. Война началась в последний год жизни великого князя Ивана III, но её основные события произошли при его сыне Василии III. Иван III добился независимости русских земель от Большой Орды, наследницы Золотой Орды, и добился её полного разгрома. В борьбе с Большой Ордой его естественными союзниками были татарские государства, выделившиеся из Орды в процессе её распада и стремившиеся к независимости, в первую очередь Казанское и Крымское ханство. Казанское ханство было теснее связано с Москвой, многие царевичи и знатные люди переходили на службу к Московскому князю. В условиях постоянной борьбы за власть в этом ханстве Московскому князю удалось приводить к власти своих ставленников, каким был и Мухаммед-Амин, вторично пришедший к власти в результате переворота, совершенного в 1502 году при активной русской поддержке.
Отношения с Крымским ханством, где правил Менгли I Гирей, были не столь тесными, но царь Иван III стремился использовать крымских татар для набегов на польско-литовские земли, отвлекая военные силы польско-литовского княжества и ослабляя его. Крымский хан стремился использовать поддержку Московского государства для окончательного разгрома Большой Орды и овладения её землями, в частности Астраханским ханством. Однако русское государство после разгрома Большой Орды Менгли Гиреем в 1502 году не было заинтересовано в росте крымского могущества и уклонялось от союзнической помощи.
После разгрома Большой Орды татарские правители, как наследники Чингиз-хана, стали предъявлять права на подчинение России. Отношения с Крымом и Казанью становятся всё напряжённее. Изменение направления крымской политики связано с претензиями крымских ханов на восстановление ордынского владычества. Это проявилось как в стремлении к подчинению осколков распавшейся Большой Орды, например, Астраханского ханства, так и в претензии крымских ханов изобразить себя господами как российских, так и польско-литовских земель. Важным фактором экономики Крымского ханства был грабёж славянских земель, при этом им было всё равно кого грабить, крымские ханы получали богатые дары и от московского и от польско-литовского государства, а потом грабили того, кто меньше дал, или обоих. Казанское ханство было тесно связано с Крымским ханством, Ногайской ордой. Связи эти заключались в тесных родственных связях знатных семей, сознании духовного и этнического единства. Хотя в Казани большую экономическую роль играли земледелие и ремёсла, важным фактором была волжская торговля, и с этой стороны была значительная прослойка населения, заинтересованная в мире, находились и достаточно влиятельные силы, стоящие за грабительскую войну, эти силы находили своих союзников и поддержку в других татарских государственных образованиях.
Войне предшествовало устранение правительства видного казанского политика князя Кель-Ахмеда, стоявшего во главе русской партии и в течение многих лет руководившего казанским правительством. Кель-Ахмет был организатором свержения Мухаммед-Амина в 1495 году, а в 1502 году он организовал новый переворот, свергнув с престола его брата и вернув Мухаммед-Амина. Этот человек, возглавлявший правительство при нескольких ханах и сменявший их, видимо представлял для ханской власти существенную опасность. Мухаммед-Эмин сумел устранить Кель-Ахмеда от власти, он был арестован, осуждён и казнён, а может быть и просто убит. Правительство Кель-Ахмеда, бессменно стоявшее у власти в течение 8 лет, пало.
В некоторых первичных источниках отмечается влияние на хана антирусских настроений его жены Каракуш, дочери ногайского бия Ямгурчи, которая до этого была женой его единокровного брата Алихана, была захвачена русскими при перевороте, впервые приведшем к власти Мухаммед-Амина и вместе с Алиханом находилась в ссылке в Вологде до его смерти, но достоверность этих сведений сомнительна.

## Начало войны
Война началась в последние месяцы жизни Ивана III с вероломного захвата прибывшего в Казань московского посла Михаила Еропкина Кляпика и нападения на русских купцов в Казани, имущество которых было разграблено, а сами они были частично убиты, частично захвачены для продажи за выкуп или в рабство. Произошло это 24 июня 1505 года в день открытия большой ярмарки, когда в Казани было особенно много русских купцов. После этого татарское войско двинулось на Нижний Новгород, и осадило его в сентябре 1505 года Войско насчитывало 60 тысяч человек: из которых 40 тысяч — казанцев, 20 тысяч — ногайцев, во главе с сыном ногайского бия Ямгурчи, братом ханши Каракуш.
Нижний Новгород был хорошо укреплённой и оснащённой огнестрельным оружием крепостью, но её защищал незначительный гарнизон под командованием опытного воеводы Ивана Васильевича Хабар-Симского (Образцов-Симский-Хабар). Тот, имея достаточные запасы оружия, но, не имея людей, вооружил находившихся в городе литовских пленных, взятых в плен в Ведрошской битве, которые по большей части были русскими и ожидали освобождения в связи с готовящимся миром. Естественно, захват города татарами угрожал им если не гибелью, то продажей в рабство, поэтому они охотно приняли участие в обороне. В результате нападения были сожжены посады, но штурмовать стены города татары не смогли, ружейным огнём из Кремля был убит ногайский князь. С получением известия о приближении русских войск татары отступили в Казань. После поражения в Нижнем Новгороде казанское войско заняло оборонительные позиции в военном конфликте.
Русское правительство мобилизовало 100-тысячную армию под командованием Василия Холмского, Сатылгана, Джаная, но в войсках произошли беспорядки, и армия не двинулась далее Мурома. Бездействие муромской армии в 1505 году — один из недостаточно освещённых моментов этой войны.

## Казанский поход 1506 года
Весной 1506 года Василий III, принявший правление осенью 1505 года, сразу начал подготовку большого похода на Казань с целью подчинения Казанского ханства. Общее командование войском было поручено брату Василия, Дмитрию Ивановичу. Конечно, при сыне великого князя были опытные воеводы, но и он, как главнокомандующий, играл важную роль. Это была вторая попытка поручить ему руководство крупной военной компанией. До этого Иван III поручал сыну возглавить поход на Смоленск в 1502 году. Поход на Смоленск под его руководством не принёс ожидаемой победы, хотя и не был полностью провальным, Казанский же закончился крупной неудачей русского войска, и после этого Дмитрию командование не поручалось.
Поход начался в апреле 1506 года, судовое войско пехоты возглавил сам Дмитрий Иванович и воевода князь Фёдор Иванович Бельский. Конная рать шла сухим путём под командованием князя Александра Владимировича Ростовского. Суда прибыли к Казани 22 мая, Дмитрий Иванович приказал немедленно высадиться из судов и атаковать город пешим строем; татарское войско выступило навстречу и завязало бой, в это время казанская кавалерия скрытно выехала в тыл русским и отрезала их от судов; в русских войсках возникла паника, в результате они потерпели серьёзное поражение: многие были побиты, взяты в плен, утонули в Поганом озере. Однако часть войска на судах оставалась неподалёку от Казани, поэтому разгром нельзя назвать полным.
Узнав о неудаче, Василий III приказал отправиться к Казани князю Василию Даниловичу Холмскому, наиболее выдающемуся русскому полководцу, и другим воеводам, а брату Дмитрию приказал, чтобы до прибытия Холмского не приступал вторично к городу. Но когда 22 июня к Казани подошла конная рать во главе с князем Ростовским, Дмитрий не счёл нужным медлить долее и повёл опять войска к городу. Этот штурм также закончился тяжёлым поражением русской армии.
Однако и это поражение не было полным. Князь Дмитрий с частью войска смог отойти в Нижний Новгород, а другой отряд русского войска под командованием татарского царевича Джаная и воеводы Фёдора Михайловича Киселёва пошёл к Мурому, был настигнут на дороге казанцами, но отбил их нападение и благополучно достиг Мурома.

## Завершение войны
Несмотря на неудачный поход русского войска в 1506 году, Русское государство располагало значительными ресурсами и сразу после поражения начались приготовления к походу следующей весной. Казанский хан Магомет-Амин не стал дожидаться нового похода и в марте 1507 года прислал в Москву посла Абдуллу с предложением мира на довоенных условиях. При этом он обещал отпустить всех пленников, включая посла Еропкина-Кляпика. Условия мира отвечали интересам Василия III, так как обстановка на Западе требовала сосредоточения сил на этом направлении.
Русское правительство выдвигало предварительным условием начала мирных переговоров освобождение посла Еропкина-Кляпика. Казанская сторона обещала освободить всех членов русского посольства при заключении мира. Мирные переговоры начались на этих условиях. Переговоры шли с 17 марта 1507 года до середины декабря, попеременно в Москве и в Казани.
От России в переговорах принимали участие: посольский дьяк и гонец Алексей Лукин, окольничий и боярин Иван Григорьевич Поплевин, дьяк Якул (Елизар) Суков. Со стороны Казанского ханства переговоры вёл: князь и посол Барат-Сеит, чиновник ханского Совета Абдулла, бакши Бузек. Договор был подписан 8 сентября 1507 года в Москве и 23 декабря 1507 года в Казани. По договору восстанавливался status quo — «мир по старине и дружбе, как было с великим князем Иваном Васильевичем» и возвращались русские пленные.

## Итоги войны
К январю 1508 года дипломатическим путём удалось добиться освобождения той части русских пленных, которые ещё не были проданы в рабство на крымских и среднеазиатских рынках. В результате военных неудач русских войск в войне 1505—1507 годах, правительство Василия III, после заключения мира в 1507 году, не думало, в отношении Казанского ханства, о вражде. Однако, в Нижнем Новгороде была построена новая каменная крепость, соответствующая требованиям XVI века. После восстановления мира, Мухаммед-Амин вернулся к проведению прагматичной, дружественной по отношению к Русскому государству внешней политики. Этому способствовали крымский хан Менгли-Гирей, союзник Москвы, и его супруга Нур-Султан, мать Мухаммед-Амина.